# Calamagrostis tashiroi
Calamagrostis tashiroi är en gräsart som beskrevs av Jisaburo Ohwi. Calamagrostis tashiroi ingår i släktet rör, och familjen gräs. Inga underarter finns listade i Catalogue of Life.